# Franz-Josef Nacken
Franz-Josef Nacken (* 3. Mai 1940; † 31. Juli 2025), auch „Ella“ gerufen, war ein deutscher Fußballspieler.

## Karriere
Nacken begann zehnjährig bei Viktoria Alsdorf mit dem Fußballspielen und spielte im Erwachsenenbereich für die erste Mannschaft in der Rheinbezirksliga, der seinerzeit höchsten Amateurspielklasse im Bereich des Fußballverbandes Mittelrhein.
Zur Saison 1964/65 wechselte er zu Alemannia Aachen in die zweitklassige Regionalliga West, in der er bis zum Saisonende 1966/67 27 Punktspiele bestritt und acht Tore erzielte. Sein Debüt gab er am 9. August 1964 (1. Spieltag) bei der 0:2-Niederlage im Auswärtsspiel gegen Eintracht Gelsenkirchen. Der Angriff der Schwarz-Gelben war dabei in der Besetzung mit Heinz-Gerd Klostermann, Nacken, Josef Martinelli, Herbert Gronen und Rainer Schönwälder angetreten. In seiner ersten Saison belegte Alemannia Aachen unter Trainer Oswald Pfau den zweiten Platz hinter Borussia Mönchengladbach und nahm infolgedessen an der Aufstiegsrunde zur Bundesliga teil. Nacken kam in vier der sechs Aufstiegsspiele zum Einsatz. Beim 1:1-Unentschieden gegen den FC Bayern München, den späteren Sieger der Aufstiegsrunde, war er ebenso wie beim 1:1 gegen Tennis Borussia Berlin als Torschütze erfolgreich. 
Für Alemannia Aachen kam er ferner in fünf Spielen des DFB-Pokals 1964/65 zum Einsatz. Nach Siegen über den VfL Osnabrück (3:1, 1 Tor von Nacken), Rot-Weiß Oberhausen (1:0), Hannover 96 (2:1) und den FC Schalke 04 (4:3 n. V., 1 Tor von Nacken) stand er am 22. Mai 1965 auch im Finale gegen Borussia Dortmund auf dem Platz. Die Partie im Hannoveraner Niedersachsenstadion ging mit 0:2 verloren.
In seiner letzten Saison ging er als Meister der Regionalliga West hervor. Anschließend kam er lediglich im Auswärtsspiel bei Göttingen 05 (2:1) in der Aufstiegsrunde zur Bundesliga in der Gruppe 2 zum Einsatz. Alemannia ging als Sieger aus der Gruppe hervor und stieg auf. Nacken kehrte nach dem Aufstieg nach Alsdorf zurück und beendete später seine aktive Fußballerkarriere bei Viktoria Alsdorf.

## Erfolge
- Meister der Regionalliga West 1967
- DFB-Pokal-Finalist 1965